# Andigena hypoglauca
Andigena hypoglauca là một loài chim trong họ Ramphastidae.

## Phân loài
| Ảnh | Phân loài                       | Phân bố                                           |
| --- | ------------------------------- | ------------------------------------------------- |
|     | A. h. hypoglauca (Gould, 1833)  | Từ miền Trung Colombia đến miền phía Đông Ecuador |
|     | A. h. lateralis (Chapman, 1923) | Đông Ecuador và miền Trung Peru                   |